# Fairlight CMI
Fairlight CMI (скорочення від Computer Musical Instrument) — цифровий синтезатор, семплер та цифрова аудіоробоча станція, представлена у 1979 році компанією Fairlight.. Це була одна з найперших музичних робочих станцій із вбудованим цифровим семплером. Вважається, що сам термін «семпер» впроваджено у музичній індустрії саме компанією Fairlight. Інструмент досяг найбільшої популярності на початку 1980-х років і складав конкуренцію Synclavier від New England Digital .

## Розробка
Компанію Fairlight створили у грудні 1975 року Кім Райрі і Пітер Фогель. Названа на честь парома на підводних крилах, що проходив курсував у гавані Сіднея, поблизу якої жили розробники.
Фогель та Райрі вирішили використовувати мікропроцесорну технологію замість аналогового синтезу. Першим дослідницьким проектом став громіздкий, дорогий і непродажний восьмиголосовий синтезатор QASAR M8.
Експериментуючи в області синтезу звуку, у 1978 році Фогель записав фрагменти звучання фортепіанного твору з радіотрансляції довжиною в одну секунду. Відтворюючи ці фрагменти на різних висотах, Фогель виявив, що можна добитися набагато реалістичнішої якості звучання, ніж це дозволяли робити тогочасні синтезатори.

## Можливості інструмента і використання
Для опису цього процесу Фогель та Райрі ввели термін «семплер». Fairlight CMI дозволяв виконувати нескінченні звуки і контролювати такі параметри звуку, як атака, рівень затримки, час затухання та вібрато . За словами Райрі, «ми розглядали використання записаних звуків у реальному житті як компроміс — як обман — і ми не відчували особливо чим пишатися».
За спогадами Стівена Пейн, який бачив демонстрацію інструмента в 1979, «Ідея записати звук на носій пам'яті і мати контроль над тоном у реальному часі видалася неймовірно захоплюючою. До цього часу все, що дозволяло фіксувати звук, було засновано на магнітних плівках. Fairlight CMI виглядав як набагато надійніший та універсальніший цифровий мелотрон.»
Тоді ж інструментом зацікавився британський співак і продюсер Пітер Габріель, завдяки чому Fairlight CMI почали продавати у Великій Британії. Першим, хто придбав CMI у Великій Британії, був басист Led Zeppelin Джон Пол Джонс. За ним слідували інші відомі діячі британської музичної індустрії, серед яких Кейт Буш, Алан Парсонс, Рік Райт і Томас Долбі. Незабаром Fairlight CMI мав комерційний успіх і в Сполучених Штатах, де інструмент використовували Стіві Вандер, Гербі Генкок, Ян Хаммер, Тодд Рундгрен та Джоні Мітчелл . Однак музиканти зрозуміли, що CMI не може змагатися з акустичними інструментами у виразності звучання і синтезатор більше використовувався для створення образних звучань, ніж як сольний.
Першим комерційно успішним альбомом, під час запису якого використовувався Fairlight CMI, став альбом "Never for Ever " Кейта Буш (1980).
Стіві Вандер використовував Fairlight на гастролях у підтримку альбому Stevie Wonder's Journey Through «The Secret Life of Plants», замість семплера Computer Music Melodian, який він використав для запису. Пітер Габріель використав Fairlight в Альбомі «1982».
Після успіху Fairlight CMI інші фірми також розпочали виробництво семплерів. Компанія New England Digital модифікувала свій цифровий синтезатор Synclavier, тоді як E-mu Systems представила дешевший інструмент Emulator в 1981 році. У США нова компанія- Ensoniq, представила Ensoniq Mirage в 1985 році за ціною, що складала чверть ціни інших семплерів.
Повсюдність «Fairlight» була такою, що у 1985 році Філ Коллінз з випуском альбому «No Jacket Required» спеціально вказав, що «на цьому альбомі немає Fairlight», щоб пояснити, що Fairlight не використовувався для синтезу звуків духових і струнних.
Учасники гурту Коіл вважав пристрій унікальним і неперевершеним, описуючи використання Fairlight як «слуховий еквівалент нарізок Вільяма Берроуза».
У 2015 році Fairlight CMI потрапив до колекції Національного архіву кіно та звуку «Звуки Австралії».